# Johann Bernhard Logier
Johann Bernhard Logier (9. února 1777, Kassel – 27. července 1846, Dublin) byl německý hudební skladatel, učitel, vynálezce a vydavatel žijící většinu svého života v Irsku.
Je také pravděpodobné, že jako v roce 1827 jeden z prvních používal hudební pojem „Musikwissenschaft“, který se v té době vžil pro označení muzikologie (odtud také české spojení „hudební věda“ nebo ruské „музыковедение“).

## Životopis
Logier se narodil v Kasselu. Základy hudebního vzdělání získal u svého otce, houslisty.
V roce 1791 odešel do Anglie a připojil se k plukovní kapele vévody z Abercornu jako flétnista a později se stal dirigentem. Poté přestěhování s plukem do Irska v roce 1802 byl jmenován varhaníkem ve Westportu a v roce 1808 se stal ředitelem kapely Kilkenny Militia.
V roce 1809 se stal hudebním ředitelem Royal Hibernian Theatre, a později si otevřel úspěšný obchod s hudebninami na dnešní O'Connell Street. S výjimkou tříletého pobytu v Berlíně v letech 1822–1826 strávil život v Dublinu, kde v roce 1846 zemřel.

### Hudební a pedagogická činnost
Logier vynalezl pedagogické zařízení chiroplast, jakýsi posuvný rám určený k vedení rukou a prstů při hře na klavír, se záměrem zlepšit a ovládat polohu ruky a zápěstí. Svůj systém si nechal patentovat a kromě Dublinu s ním slavil úspěchy v Londýně, Paříži, Berlíně, Lipsku či Drážďanech. Green's music shop v Londýně prodal do roku 1824 na 1600 chiroplastů, mezi nimi také např. Friedrich Kalkbrenner nebo Louis Spohr.
Vyvinul také svou vlastní metodu výuky, později nazvanou Logierovský systém hudební výchovy, kterou publikoval v sérii brožur a instruktážních knih (1816). Při této metodě se vyučuje více žáků najednou, se společnou výukou techniky a zásad harmonie. Logierův přístup položil základ skupinové výuky v hudbě.
V roce 1827 Logier publikoval svůj System of the Music of Music, Harmony, and Practical Composition v anglickém i německém vydání (System der Musik-Wissenschaft und der praktischen Composition mit Inbegriff dessen, was gewöhnlich unter dem Ausdrucke General-Bass verstanden wird). Tato učebnice hudební teorie a harmonie byla široce používána a přetiskována po celé 19. století. Jeho Úvod do umění hry na Royal Kent Bugle z roku 1813 byl prvním textem na tomto nástroji.

## Hudba
Logierovy skladatelské úspěchy byly většinou zastíněny úspěchy jeho vynálezů a vzdělávacích metod, a to do té míry, že mnohé krátké životopisy jeho skladatelskou činnost vůbec nezmiňují. Jeho seznam děl zahrnuje hudbu pro klavír, flétnu, harfu, polnici a vojenské kapely. Upravil také populární a tradiční písně pro sólový klavír. Jednou z největších Logierových skladeb je opera Brian Boroihme [sic!] (1810) na námět z irské historie. Dílo dosáhlo určitého úspěchu a je důležitým dílem v dějinách nacionalismu v irské operní tvorbě.
Pro představení své Bitvy u Trafalgaru (1810) shromáždil sedm vojenských kapel a Bitvu u Vittorie (1813) provedlo 150 instrumentalistů.
Napsal také velký koncert pro klavír a orchestr op. 13 (1816).